# جزيرة غوادالوبي
جزيرة وادي اللُّبّ أو (نقحرة: غوادالوبي) هي جزيرة بركانية تقع 241 كيلومتر قبالة الساحل الغربي لشبه جزيرة باخا كاليفورنيا في المكسيك ونحو 400 كيلومتر جنوب غرب مدينة انسينادا في ولاية باها كاليفورنيا في المحيط الهادي. سجل تعداد عام 2010 يبلغ عدد سكانها 213 شخصا في الجزيرة.

## المناخ
يظهر الجدول التالي التغييرات المناخية على مدار السنة لجزيرة غوادالوبي:
| الشهر                              | يناير       | فبراير      | مارس        | أبريل       | مايو        | يونيو       | يوليو       | أغسطس       | سبتمبر      | أكتوبر      | نوفمبر      | ديسمبر      | المعدل السنوي |
| ---------------------------------- | ----------- | ----------- | ----------- | ----------- | ----------- | ----------- | ----------- | ----------- | ----------- | ----------- | ----------- | ----------- | ------------- |
| الدرجة القصوى °م (°ف)              | 27.8 (82.0) | 30.0 (86.0) | 30.0 (86.0) | 28.4 (83.1) | 29.5 (85.1) | 31.3 (88.3) | 31.7 (89.1) | 35.0 (95.0) | 32.2 (90.0) | 32.2 (90.0) | 30.6 (87.1) | 28.8 (83.8) | 35.0 (95.0)   |
| متوسط درجة الحرارة الكبرى °م (°ف)  | 18.9 (66.0) | 19.6 (67.3) | 19.8 (67.6) | 20.1 (68.2) | 20.8 (69.4) | 21.8 (71.2) | 23.0 (73.4) | 23.9 (75.0) | 24.2 (75.6) | 23.2 (73.8) | 21.6 (70.9) | 20.1 (68.2) | 21.4 (70.5)   |
| المتوسط اليومي °م (°ف)             | 15.5 (59.9) | 15.6 (60.1) | 15.6 (60.1) | 16.1 (61.0) | 16.7 (62.1) | 17.6 (63.7) | 19.0 (66.2) | 20.1 (68.2) | 20.3 (68.5) | 19.4 (66.9) | 17.9 (64.2) | 16.3 (61.3) | 17.5 (63.5)   |
| متوسط درجة الحرارة الصغرى °م (°ف)  | 11.8 (53.2) | 11.6 (52.9) | 11.6 (52.9) | 12.0 (53.6) | 12.4 (54.3) | 13.1 (55.6) | 14.5 (58.1) | 15.9 (60.6) | 16.4 (61.5) | 15.5 (59.9) | 13.8 (56.8) | 12.5 (54.5) | 13.4 (56.1)   |
| أدنى درجة حرارة °م (°ف)            | 3.5 (38.3)  | 3.4 (38.1)  | 2.2 (36.0)  | 1.0 (33.8)  | 6.2 (43.2)  | 7.6 (45.7)  | 8.0 (46.4)  | 8.8 (47.8)  | 5.4 (41.7)  | 6.2 (43.2)  | 4.5 (40.1)  | 0.9 (33.6)  | 0.9 (33.6)    |
| الهطول مم (إنش)                    | 16.3 (0.64) | 21.6 (0.85) | 18.0 (0.71) | 9.5 (0.37)  | 1.1 (0.04)  | 1.2 (0.05)  | 0.4 (0.02)  | 0.2 (0.01)  | 0.6 (0.02)  | 5.1 (0.20)  | 12.3 (0.48) | 22.2 (0.87) | 108.5 (4.27)  |
| متوسط أيام هطول الأمطار (≥ 0.1 mm) | 2.16        | 2.00        | 2.55        | 1.10        | 0.37        | 0.14        | 0.12        | 0.07        | 0.17        | 0.82        | 1.89        | 2.32        | 13.71         |
| متوسط الرطوبة النسبية (%)          | 79          | 79          | 78          | 78          | 79          | 82          | 83          | 81          | 81          | 80          | 79          | 79          | 80            |
| المصدر: Colegio de Postgraduados   |             |             |             |             |             |             |             |             |             |             |             |             |               |